# Équipe de Serbie-et-Monténégro de football
Maillots
L'équipe de Serbie-et-Monténégro de football est la sélection de joueurs serbes et monténégrins représentant de 1994 à 2006 l'État fédéral constitué de la république de Serbie et de la république du Monténégro, appelé république fédérale de Yougoslavie jusqu'en 2003 puis communauté d'États Serbie-et-Monténégro, lors des compétitions internationales de football masculin, sous l'égide de la Fédération de Yougoslavie de football.
Cette sélection prend le relais de l'ancienne équipe de Yougoslavie de football, à la suite des guerres de Yougoslavie. Elle est connue jusqu'en 2003 en tant qu'équipe de la république fédérale de Yougoslavie de football, notamment lors de la Coupe du monde de 1998 et du Championnat d'Europe de 2000. Après son changement de nom, la sélection participe une dernière fois à la Coupe du monde en 2006.
La sélection de l'État fédéral disparaît peu après l'indépendance du Monténégro en juin 2006. Les équipes du Monténégro d'un côté et de Serbie de l'autre voient alors le jour. Cette dernière se positionne comme l'héritière principale des équipes de Serbie-et-Monténégro et de Yougoslavie.

## Histoire

### Avant 1992
Le football est introduit dans le royaume de Serbie en mars 1896. Le premier match non officiel d'une sélection de Serbie a lieu en 1911 à Agram (aujourd'hui Zagreb), en Autriche-Hongrie contre le HAŠK.
La première forme de Yougoslavie, connue comme le royaume des Serbes, Croates et Slovènes, est créée en décembre 1918. Sa fédération est affiliée à la FIFA en 1921 et est membre de l'UEFA depuis sa création en 1954. Jusque juin 1991, l'équipe de Yougoslavie participe aux compétitions internationales avec une équipe composée de joueurs des six républiques yougoslaves. Elle participe à huit éditions de Coupe du monde (dont elle termine au 4e rang en 1930 et 1962), et à cinq phases finales de Championnat d'Europe, dont elle est finaliste en 1960 et 1968.
Après l'indépendance de la Croatie et de la Slovénie, la sélection termine les qualifications avec uniquement des joueurs serbes, monténégrins, macédoniens et bosniens. À la suite des guerres de Yougoslavie, elle est exclue de l'Euro 1992 (elle sera remplacée par le deuxième de son groupe, le Danemark, qui remportera le tournoi final), ainsi que de la phase de qualification pour la Coupe du monde 1994. La sélection yougoslave est alors mise en sommeil pendant plus de deux ans en raison des sanctions prononcées par l'ONU.

### La sélection de République fédérale de Yougoslavie (1994-2003)
À la fin de l'année 1994, l'équipe de Yougoslavie est à nouveau autorisée à jouer, alors que la phase éliminatoire pour l'Euro 1996 a déjà commencé. La nouvelle Yougoslavie ne peut donc y participer. Le premier match officiel de la sélection yougoslave version Serbie et Monténégro est organisé contre le Brésil, champion du monde, à Porto Alegre, le 23 décembre 1994. Il se solde par une victoire des Brésiliens, deux buts à zéro.
La plus large victoire de l’équipe de la République fédérale de Yougoslavie est enregistrée le 6 octobre 1996, à Toftir (Îles Féroé), dans le cadre des éliminatoires de la Coupe du monde de football 1998 (8 buts à 1 contre les iles Féroé). Deuxième de son groupe derrière l’Espagne, et devançant les Îles Féroé, Malte, la Slovaquie et la République tchèque, l'équipe yougoslave doit disputer les barrages. Elle dispose facilement de la Hongrie (7-1 et 5-0) et se qualifie pour le mondial 1998. En phase finale de la Coupe du monde 1998, elle tombe dans le groupe de l’Iran, des États-Unis et de l’Allemagne. Elle passe le premier tour en terminant deuxième de la poule derrière l’Allemagne, à égalité de points mais devancée à la différence de buts. Siniša Mihajlović marque le but victorieux contre l’Iran (1-0), puis Dragan Stojković et Predrag Mijatović donnent l'avantage à la Yougoslavie contre l’Allemagne qui revient au score en fin de match. Enfin Slobodan Komljenović permet à la Yougoslavie de battre les États-Unis. En huitième de finale, elle tombe contre les Pays-Bas. Après l’égalisation de Slobodan Komljenović, Edgar Davids marque en effet dans les arrêts de jeu le but qui élimine la RF Yougoslavie (1-2).
Lors des éliminatoires de l’Euro 2000, la RF Yougoslavie se qualifie en obtenant la première place de son groupe devant l’Irlande, la Croatie, la Macédoine et Malte. En phase finale de l’Euro 2000, elle retrouve au premier tour la Norvège, l’Espagne et la Slovénie. Lors de la première journée, elle obtient le point du match nul (3-3) contre la Slovénie (doublé de Savo Milošević et but de Ljubinko Drulović) après avoir été menée 0-3. Savo Milošević signe le but de la victoire face la Norvège (1-0) lors du second match. Malgré les buts de Savo Milošević, de Dejan Govedarica et de Slobodan Komljenović, elle s’incline en troisième journée 4 buts à 3 face à l’Espagne. Pour la deuxième place qualificative du groupe, la Yougoslavie ne devance la Norvège que grâce au nombre de buts marqués. En quart-de-finale, la Yougoslavie encaisse une lourde défaite 6 à 1 contre les Pays-Bas, Savo Milošević sauvant l’honneur à la dernière minute. Ce dernier terminera meilleur buteur de la compétition, ex æquo avec Patrick Kluivert (5 buts).
La RF Yougoslavie ne parvient pas à se qualifier pour Coupe du monde 2002. Au tour préliminaire elle termine troisième derrière la Russie et la Slovénie dans un groupe comprenant également la Suisse, le Luxembourg et les Îles Féroé et est donc éliminée.

### La sélection de Serbie-et-Monténégro (2003-2006)

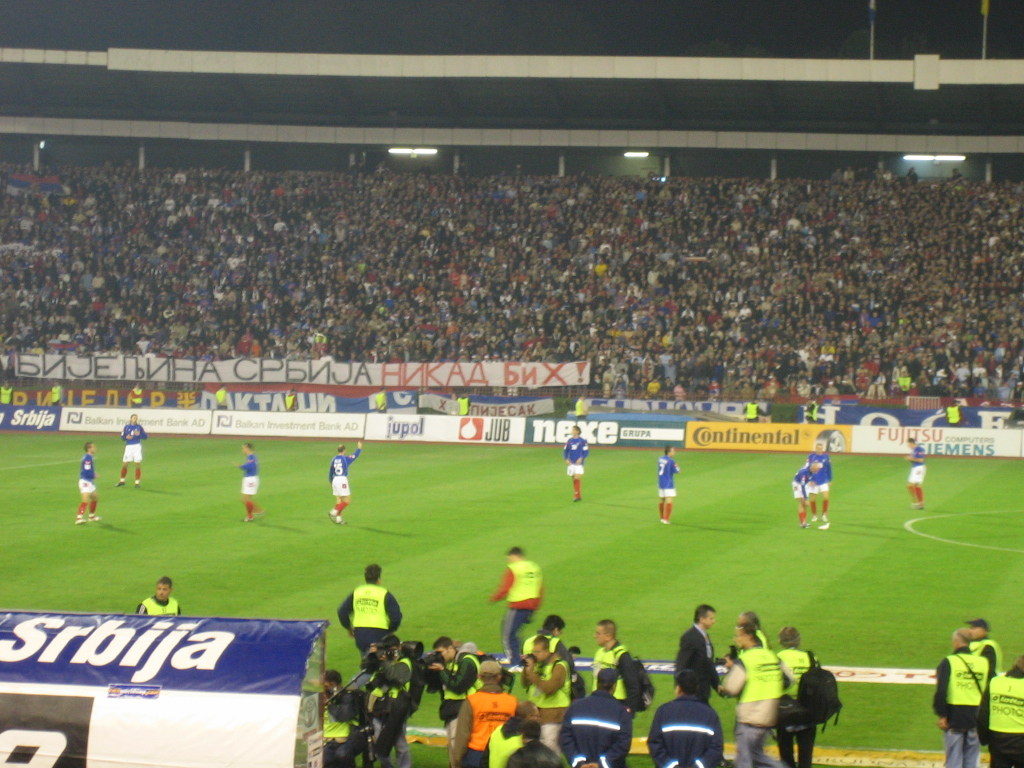
La sélection à Belgrade en 2005.

L'équipe de la République fédérale de Yougoslavie prend le nom d'équipe de Serbie-et-Monténégro en février 2003. Elle échoue en phase éliminatoire de l’Euro 2004, devancée dans son groupe par l’Italie et le Pays de Galles.

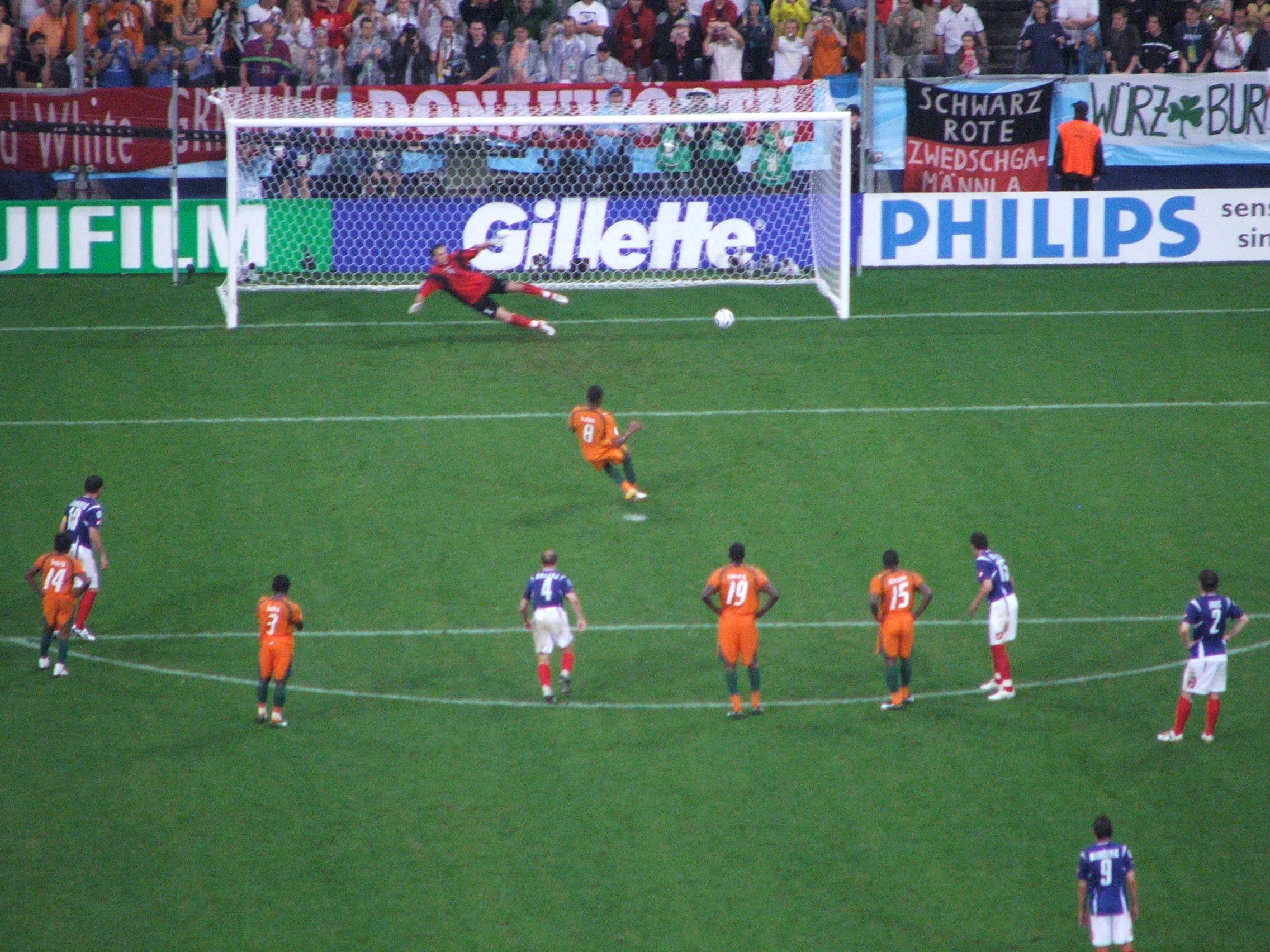
Match contre la Côte d'Ivoire en 2006.

Elle se qualifie pour la Coupe du monde 2006 en terminant première du groupe 7 des éliminatoires de la zone Europe, devançant l’Espagne, la Bosnie-Herzégovine, la Belgique, la Lituanie et Saint-Marin. Elle sort invaincue de cette phase et n’encaisse qu’un seul but en dix matchs, contre l’Espagne. Au premier tour de la Coupe du monde 2006, en Allemagne, la Serbie-et-Monténégro est opposée aux Pays-Bas, à la Côte d’Ivoire et à l’Argentine. Après avoir perdu contre les Pays-Bas (0-1), la Serbie-et-Monténégro affronte à Gelsenkirchen l’Argentine, le 16 juin 2006 et s'incline sur le score fleuve de 6 buts à 0, ce qui constitue la plus large défaite de la Serbie-et-Monténégro. Le dernier match du groupe, le 21 juin 2006 à Munich, contre la Côte d’Ivoire est un match historique : il s'agit de la toute dernière rencontre officielle de la Serbie-et-Monténégro (et par extension de la Yougoslavie). Après avoir mené 2 buts à 0 (buts de Nikola Žigić à la 10e minute et de Saša Ilić à la 20e minute), elle s’incline 3-2 contre la Côte d’Ivoire et termine dernière du groupe C.

### Les sélections de Serbie et de Monténégro depuis 2006
À la suite de la proclamation de l'indépendance du Monténégro, la Fédération de Serbie-et-Monténégro de football (anciennement appelée fédération de Yougoslavie de football) est dissoute le 28 juin 2006, laissant ainsi la place aux deux sous fédérations serbe et monténégrine qui deviennent chacune fédération nationale (respectivement de Serbie et du Monténégro). La FSS (Fédération de Serbie) se porte cessionnaire de la FSSCG (ex-FSJ, Fédération de Yougoslavie de football) et obtient les sièges de membre de l'ancienne fédération à la FIFA et à l'UEFA. La place réservée à la Serbie-et-Monténégro pour les éliminatoires de l'Euro 2008 (dont le tirage a déjà eu lieu) revient donc à l'équipe de Serbie qui est la principale héritière. L'équipe du Monténégro quant à elle, étant hors délais pour l'inscription, est par conséquent dans l'impossibilité de participer à la phase préliminaire du championnat d'Europe 2008.

## Palmarès
| Année  | Résultat           | Class. | J | G | N | P | bp | bc |
| ------ | ------------------ | ------ | - | - | - | - | -- | -- |
| 1998   | Huitième de finale | 9e     | 4 | 2 | 1 | 1 | 5  | 4  |
| / 2002 | Non qualifiée      | -      | - | - | - | - | -  | -  |
| 2006   | Groupe             | 32e    | 3 | 0 | 0 | 3 | 2  | 10 |
| Total  | 2/3                |        | 7 | 2 | 1 | 4 | 7  | 14 |

| Année  | Résultat        | Class. | J | G | N | P | bp | bc |
| ------ | --------------- | ------ | - | - | - | - | -- | -- |
| 1996   | Exclu           | -      | - | - | - | - | -  | -  |
| / 2000 | Quart de finale | 8e     | 4 | 1 | 1 | 2 | 8  | 13 |
| 2004   | Non qualifiée   | -      | - | - | - | - | -  | -  |
| Total  | 1/3             |        | 4 | 1 | 1 | 2 | 8  | 13 |

### Trophées divers
- Coupe de la Nouvelle Lune/Challenge Carlsberg (1995).
- Millenium Super Soccer Cup (2001).

## Joueurs et personnalités de la sélection

### Sélectionneurs
| Sélectionneur                                | Période   | Matchs | Gagnés | Nuls | Perdus | Gagnés % |
| -------------------------------------------- | --------- | ------ | ------ | ---- | ------ | -------- |
| Slobodan Santrač                             | 1994-1998 | 43     | 26     | 10   | 7      | 60.46    |
| Milan Živadinović                            | 1998-1999 | 6      | 3      | 2    | 1      | 50.0     |
| Vujadin Boškov                               | 1999-2000 | 15     | 6      | 5    | 4      | 40.0     |
| Ilija Petković                               | 2000-2001 | 9      | 6      | 2    | 1      | 66.67    |
| Milovan Đorić                                | 2001      | 3      | 0      | 2    | 1      | 0.0      |
| Vujadin Boškov Ivan Ćurković Dejan Savićević | 2001      | 8      | 4      | 2    | 2      | 50.0     |
| Dejan Savićević                              | 2002-2003 | 17     | 4      | 3    | 10     | 23.53    |
| Ilija Petković                               | 2003-2006 | 30     | 11     | 10   | 9      | 36.66    |

### Records individuels
| Joueurs les plus capés | Joueurs les plus capés | Joueurs les plus capés | Joueurs les plus capés |
| Sélections             | Joueur                 | Période                | Buts                   |
| ---------------------- | ---------------------- | ---------------------- | ---------------------- |
| 101                    | Savo Milošević         | 1994-2006              | 35                     |
| 84                     | Dragan Stojković       | 1983-2001              | 15                     |
| 73                     | Predrag Mijatović      | 1989-2003              | 26                     |
| 64                     | Slaviša Jokanović      | 1991-2002              | 10                     |
| 63                     | Siniša Mihajlović      | 1991-2003              | 10                     |
| 61                     | Dejan Stanković        | 1998-2006              | 12                     |

Savo Milošević est à la fois le joueur le plus sélectionné (101) et le meilleur buteur (35) de l'histoire de l'Équipe de RF Yougoslavie (Serbie-et-Monténégro). Il compte par ailleurs une sélection et deux buts avec l'Équipe de Serbie.

## Statistiques

### Classements FIFA
| Année                | 1993 | 1994 | 1995 | 1996 | 1997 | 1998 | 1999 | 2000 | 2001 | 2002 | 2003 | 2004 | 2005 | 2006 |
| -------------------- | ---- | ---- | ---- | ---- | ---- | ---- | ---- | ---- | ---- | ---- | ---- | ---- | ---- | ---- |
| Classement mondial   | 68   | 101  | 81   | 55   | 20   | 6    | 13   | 9    | 11   | 19   | 41   | 46   | 47   | 33   |
| Classement en Europe | 29   | 40   | 37   | 27   | 13   | 4    | 10   | 7    | 7    | 13   | 22   | 23   | 25   | 20   |

| Légende du classement mondial : Légende du classement européen : | - de 1 à 10 - de 1 à 10 | - de 11 à 79 - de 11 à 39 | - de 80 à 149 - de 40 à 50 |